# Esgrima nos Jogos Pan-Americanos de 2023 - Sabre por equipes feminino
O evento do sabre por equipes feminino da esgrima nos Jogos Pan-Americanos de 2023 foi disputado em 3 de novembro de 2023 no Centro de Esportes Paralímpicos, localizado no cluster do Estádio Nacional. Um total de 24 esgrimistas de oito Comitês Olímpicos Nacionais (CON) participaram da competição.

## Calendário
Horário local (UTC−3).
| Data          | Hora  | Fase                                        |
| ------------- | ----- | ------------------------------------------- |
| 3 de novembro | 12:00 | Quartas de final                            |
| 3 de novembro | 13:40 | Semifinais Classificação 5º–8º lugar        |
| 3 de novembro | 14:20 | Disputa pelo 7º lugar Disputa pelo 5º lugar |
| 3 de novembro | 16:50 | Disputa pelo bronze                         |
| 3 de novembro | 18:30 | Final                                       |

## Medalhistas
|  | USA Estados Unidos                                   |  | CAN Canadá                                     |  | MEX México                                    |
|  | Maia Chamberlain Magda Skarbonkiewicz Alexis Anglade |  | Pamela Brind'Amour Marissa Ponich Tamar Gordon |  | Natalia Botello Diana González Julieta Toledo |

## Resultados
A competição foi disputada em apenas um dia, no formato eliminatório direto, até a definição das medalhistas.
|  | Quartas de final   | Quartas de final |                    |    | Semifinais          | Semifinais          |  |  | Final | Final |
|  |                    |                  |                    |    |                     |                     |  |  |       |       |
|  |                    |                  |                    |    |                     |                     |  |  |       |       |
|  |                    |                  |                    |    |                     |                     |  |  |       |       |
|  | USA Estados Unidos | 45               |                    |    |                     |                     |  |  |       |       |
|  | USA Estados Unidos | 45               |                    |    |                     |                     |  |  |       |       |
|  | CHI Chile          | 11               |                    |    |                     |                     |  |  |       |       |
|  | CHI Chile          | 11               | USA Estados Unidos | 45 |                     |                     |  |  |       |       |
|  |                    |                  | USA Estados Unidos | 45 |                     |                     |  |  |       |       |
|  |                    | ARG Argentina    | 13                 |    |                     |                     |  |  |       |       |
|  | BRA Brasil         | ARG Argentina    | 13                 | 39 |                     |                     |  |  |       |       |
|  | BRA Brasil         |                  |                    | 39 |                     |                     |  |  |       |       |
|  | ARG Argentina      | 45               |                    |    |                     |                     |  |  |       |       |
|  | ARG Argentina      | 45               | USA Estados Unidos | 45 |                     |                     |  |  |       |       |
|  |                    |                  | USA Estados Unidos | 45 |                     |                     |  |  |       |       |
|  |                    | CAN Canadá       | 29                 |    |                     |                     |  |  |       |       |
|  | MEX México         | CAN Canadá       | 29                 | 45 |                     |                     |  |  |       |       |
|  | MEX México         |                  |                    | 45 |                     |                     |  |  |       |       |
|  | VEN Venezuela      | 30               |                    |    |                     |                     |  |  |       |       |
|  | VEN Venezuela      | 30               | MEX México         | 39 |                     |                     |  |  |       |       |
|  |                    |                  | MEX México         | 39 |                     |                     |  |  |       |       |
|  |                    | CAN Canadá       | 45                 |    | Disputa pelo bronze | Disputa pelo bronze |  |  |       |       |
|  | COL Colômbia       | CAN Canadá       | 45                 | 26 | Disputa pelo bronze | Disputa pelo bronze |  |  |       |       |
|  | COL Colômbia       |                  |                    | 26 |                     |                     |  |  |       |       |
|  | CAN Canadá         | 45               |                    |    |                     |                     |  |  |       |       |
|  | CAN Canadá         | 45               | ARG Argentina      | 39 |                     |                     |  |  |       |       |
|  |                    |                  |                    |    |                     |                     |  |  |       |       |
|  | MEX México         | 45               |                    |    |                     |                     |  |  |       |       |
|  | MEX México         | 45               |                    |    |                     |                     |  |  |       |       |

Classificação 5º–8º lugar
|  | Classificação 5º–8º | Classificação 5º–8º |                       |    | Disputa pelo 5º lugar | Disputa pelo 5º lugar |
|  |                     |                     |                       |    |                       |                       |
|  |                     |                     |                       |    |                       |                       |
|  |                     |                     |                       |    |                       |                       |
|  | BRA Brasil          | 45                  |                       |    |                       |                       |
|  | BRA Brasil          | 45                  |                       |    |                       |                       |
|  | CHI Chile           | 29                  |                       |    |                       |                       |
|  | CHI Chile           | 29                  | BRA Brasil            | 45 |                       |                       |
|  |                     |                     | BRA Brasil            | 45 |                       |                       |
|  |                     | VEN Venezuela       | 33                    |    |                       |                       |
|  | VEN Venezuela       | VEN Venezuela       | 33                    | 45 |                       |                       |
|  | VEN Venezuela       |                     |                       | 45 |                       |                       |
|  | COL Colômbia        | 41                  |                       |    |                       |                       |
|  | COL Colômbia        | 41                  | Disputa pelo 7º lugar |    |                       |                       |
|  |                     |                     |                       |    |                       |                       |
|  |                     |                     |                       |    |                       |                       |
|  |                     |                     |                       |    |                       |                       |
|  | CHI Chile           | 24                  |                       |    |                       |                       |
|  | CHI Chile           | 24                  |                       |    |                       |                       |
|  | COL Colômbia        | 45                  |                       |    |                       |                       |

## Classificação final
| Pos.              | CON                | Esgrimistas                                             |
| ----------------- | ------------------ | ------------------------------------------------------- |
| Medalha de ouro   | USA Estados Unidos | Maia Chamberlain Magda Skarbonkiewicz Alexis Anglade    |
| Medalha de prata  | CAN Canadá         | Pamela Brind'Amour Marissa Ponich Tamar Gordon          |
| Medalha de bronze | MEX México         | Natalia Botello Diana González Julieta Toledo           |
| 4                 | ARG Argentina      | Candela Espinosa María Perroni María Moran              |
| 5                 | BRA Brasil         | Karina Trois Luana Pekelman Pietra Chierighini          |
| 6                 | VEN Venezuela      | Crelia Ramos Luismar Banezca Katherine Paredes          |
| 7                 | COL Colômbia       | María Angélica Blanco Jessica Morales Valentina Beltrán |
| 8                 | CHI Chile          | Elizabeth Mayor Florencia Cabezas Yolanda Muñoz         |